# Bækmarksbro
Bækmarksbro är en dansk ort i Holstebro kommun i Vestjylland. Den ligger i Flynder socken i Region Mittjylland. Den hade 518 invånare 2022.
Flynder kirke ligger tre kilometer norr om byn. Socknen ville 1937 flytta kyrkan till Bækmarksbro, men denna begäran avslogs av Nationalmuseet. Kyrkan började uppföras omkring år 1100. Kyrkan har ett romanskt kor och ett skepp, vartill senare har tillagts på senmedeltiden ett vapenhus åt norr och 1940 ett torn i väst. Kyrkan är uppförd av kvadersten ovanpå en enkelt profilerad sockel på en djup lagd grund av fältsten. Det nuvarande tornet, som byggdes vid renovering av kyrkan 1940, är murat av tegel och vitkalkat.